# ژول ژانسن
پیر ژول سزار ژانسن (به فرانسوی: Jules Janssen) (زاده ۲۲ فوریهٔ ۱۸۲۴ - مرگ ۲۳ دسامبر ۱۹۰۷) که در فرانسوی بیشتر او را با نام ژول ژانسن می‌شناسند. او اخترشناس فرانسوی بود که همزمان با دانشمند انگلیسی جوزف نورمن لاکیر توانست گاز هلیم را شناسایی کند.